# Arcidiocesi di Manaus
L'arcidiocesi di Manaus (in latino Archidioecesis Manaënsis) è una sede metropolitana della Chiesa cattolica in Brasile. Nel 2021 contava 1.667.378 battezzati su 2.235.199 abitanti. È retta dall'arcivescovo cardinale Leonardo Ulrich Steiner, O.F.M.

## Territorio
L'arcidiocesi comprende otto comuni dello stato brasiliano di Amazonas: Manaus, Careiro, Careiro da Várzea, Iranduba, Manaquiri, Novo Airão, Presidente Figueiredo e Rio Preto da Eva.
Sede arcivescovile è la città di Manaus, dove si trova la cattedrale dell'Immacolata Concezione.
Il territorio si estende su 91.631 km² ed è suddiviso in 92 parrocchie.

### Provincia ecclesiastica
La provincia ecclesiastica di Manaus, istituita nel 1952, comprende le seguenti suffraganee:
- diocesi dell'Alto Solimões,
- diocesi di Borba,
- diocesi di Coari,
- prelatura territoriale di Itacoatiara,
- diocesi di Parintins,
- diocesi di Roraima,
- diocesi di São Gabriel da Cachoeira,
- prelatura territoriale di Tefé.

## Storia
La diocesi di Amazonas fu eretta il 27 aprile 1892 con la bolla Ad universas orbis di papa Leone XIII, ricavandone il territorio dalla diocesi di Belém do Pará (oggi arcidiocesi). Originariamente era suffraganea dell'arcidiocesi di San Salvador di Bahia. La diocesi era vastissima e comprendeva buona parte dell'Amazzonia fino ai confini con il Venezuela, la Colombia, il Perù e la Bolivia.
Il 1º maggio 1906 entrò a far parte della provincia ecclesiastica dell'arcidiocesi di Belém do Pará.
Cedette a più riprese porzioni del suo territorio a vantaggio dell'erezione di nuove circoscrizioni ecclesiastiche e precisamente:
- l'abbazia territoriale di Nossa Senhora do Monserrate do Rio de Janeiro (oggi soppressa) il 15 agosto 1907;
- le prefetture apostoliche dell'Alto Solimões (oggi diocesi) e di Tefé (oggi prelatura territoriale) il 23 maggio 1910;
- la prelatura territoriale di Acre e Purus (oggi diocesi di Rio Branco) il 4 ottobre 1919;
- le prelature territoriali di Porto Velho (oggi arcidiocesi) e di Lábrea il 1º maggio 1925;
- la prelatura territoriale di Juruá (oggi diocesi di Cruzeiro do Sul) il 22 maggio 1931.

Il 16 febbraio 1952 in forza della bolla Ob illud di papa Pio XII, la diocesi è stata elevata al rango di arcidiocesi metropolitana e ha assunto il nome attuale.
Successivamente ha ceduto altre porzioni di territorio a vantaggio dell'erezione di nuove circoscrizioni ecclesiastiche e precisamente:
- la prelatura territoriale di Parintins (oggi diocesi) il 12 luglio 1955;
- la prelatura territoriale di Humaitá (oggi diocesi) il 26 giugno 1961;
- le prelature territoriali di Borba (oggi diocesi), di Coari (oggi diocesi) e di Itacoatiara il 13 luglio 1963.

## Cronotassi degli arcivescovi
Si omettono i periodi di sede vacante non superiori ai 2 anni o non storicamente accertati.
- José Lourenço da Costa Aguiar † (16 gennaio 1894 - 5 giugno 1905 deceduto)
- Frederico Benício de Souza e Costa, E.C.M.C. † (8 gennaio 1907 - 16 aprile 1914 dimesso[4])
  - Sede vacante (1914-1916)
- João Irineu Joffily (Joffly) † (4 maggio 1916 - 27 marzo 1924 nominato arcivescovo di Belém do Pará)
- José Maria Perreira Lara † (27 marzo 1924 - 18 dicembre 1924 nominato vescovo di Santos)
- Basilio Manuel Olimpo Pereira, O.F.M. † (1º maggio 1925 - 22 marzo 1941 dimesso[5])
- José da Matha de Andrade y Amaral † (12 maggio 1941 - 20 marzo 1948 nominato vescovo di Niterói)
- Alberto Gaudêncio Ramos † (30 agosto 1948 - 9 maggio 1957 nominato arcivescovo di Belém do Pará)
- João de Souza Lima † (16 gennaio 1958 - 21 aprile 1980 dimesso)
- Milton Corrêa Pereira † (5 marzo 1981 - 23 maggio 1984 deceduto)
- Clóvis Frainer, O.F.M.Cap. † (5 gennaio 1985 - 22 maggio 1991 nominato arcivescovo di Juiz de Fora)
- Luiz Soares Vieira (13 novembre 1991 - 12 dicembre 2012 ritirato)
- Sérgio Eduardo Castriani, C.S.Sp. † (12 dicembre 2012 - 27 novembre 2019 dimesso)
- Leonardo Ulrich Steiner, O.F.M., dal 27 novembre 2019

## Statistiche
L'arcidiocesi nel 2021 su una popolazione di 2.235.199 persone contava 1.667.378 battezzati, corrispondenti al 74,6% del totale.
| anno | popolazione | popolazione | popolazione | presbiteri | presbiteri | presbiteri | presbiteri                | diaconi | religiosi | religiosi | parrocchie |
| anno | battezzati  | totale      | %           | numero     | secolari   | regolari   | battezzati per presbitero | diaconi | uomini    | donne     | parrocchie |
| ---- | ----------- | ----------- | ----------- | ---------- | ---------- | ---------- | ------------------------- | ------- | --------- | --------- | ---------- |
| 1950 | 281.000     | 310.000     | 90,6        | 66         | 13         | 53         | 4.257                     |         | 55        | 126       | 21         |
| 1964 | 219.555     | 243.950     | 90,0        | 54         | 18         | 36         | 4.065                     |         | 41        | 155       | 12         |
| 1968 | 295.085     | 316.466     | 93,2        | 53         | 11         | 42         | 5.567                     |         | 54        | 231       | 12         |
| 1976 | 456.950     | 571.250     | 80,0        | 77         | 13         | 64         | 5.934                     |         | 99        | 175       | 22         |
| 1977 | 602.440     | 753.050     | 80,0        | 72         | 21         | 51         | 8.367                     |         | 77        | 164       | 29         |
| 1990 | 936.000     | 1.178.000   | 79,5        | 99         | 16         | 83         | 9.454                     | 1       | 166       | 143       | 51         |
| 1999 | 1.137.685   | 1.300.000   | 87,5        | 110        | 35         | 75         | 10.342                    |         | 85        | 133       | 52         |
| 2000 | 1.483.250   | 1.900.000   | 78,1        | 92         | 52         | 40         | 16.122                    |         | 97        | 152       | 52         |
| 2001 | 1.300.000   | 1.600.000   | 81,3        | 125        | 42         | 83         | 10.400                    |         | 95        | 171       | 52         |
| 2002 | 1.200.000   | 1.405.835   | 85,4        | 123        | 40         | 83         | 9.756                     |         | 95        | 171       | 52         |
| 2003 | 1.200.000   | 1.405.835   | 85,4        | 122        | 39         | 83         | 9.836                     |         | 95        | 171       | 53         |
| 2004 | 1.200.000   | 1.405.835   | 85,4        | 125        | 42         | 83         | 9.600                     | 3       | 95        | 171       | 53         |
| 2011 | 1.331.000   | 1.551.000   | 85,8        | 163        | 48         | 115        | 8.165                     | 16      | 127       | 171       | 82         |
| 2013 | 1.426.762   | 2.033.121   | 70,2        | 142        | 56         | 86         | 10.047                    | 34      | 98        | 171       | 84         |
| 2016 | 1.667.378   | 2.235.199   | 74,6        | 173        | 63         | 110        | 9.638                     | 46      | 122       | 171       | 86         |
| 2019 | 1.680.100   | 2.252.300   | 74,6        | 192        | 72         | 120        | 8.750                     | 49      | 132       | 171       | 92         |
| 2021 | 1.667.378   | 2.235.199   | 74,6        | 192        | 72         | 120        | 8.684                     | ?       | 132       | 171       | 92         |